# Profundidad óptica

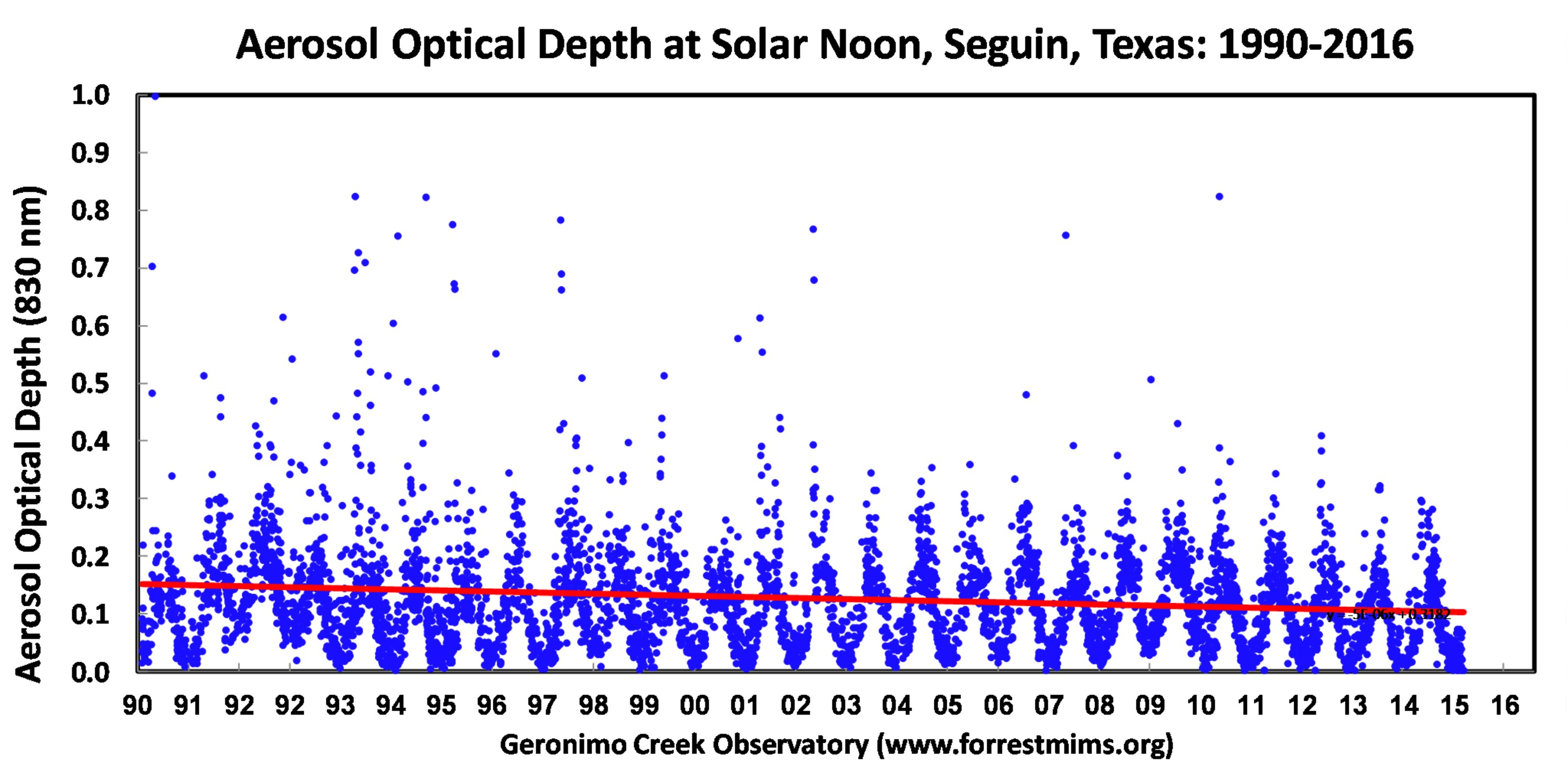
Profundidad óptica de aerosol (AOD) a 830 nm medida con el mismo fotómetro solar LED desde 1990 hasta 2016 en el Observatorio Geronimo Creek, Texas. Las mediciones se realizaron al mediodía solar o cerca de él, cuando el sol no está obstruido por nubes. Los picos indican humo, polvo y smog. Los eventos de polvo sahariano se miden cada verano.

En términos generales, la profundidad óptica es una medida adimensional
que sirve para darnos una idea de que tan transparente es un medio, como lo
puede ser una atmósfera estelar.
La profundidad Óptica se define como
{\displaystyle \tau (z)=-\int _{\infty }^{z}k_{\nu }(z')dz'}
donde {\displaystyle k_{\nu }(z')} es la opacidad a una profundidad {\displaystyle z'}.
Si {\displaystyle \tau \ll 1} se dice que el medio es ópticamente delgado.
Si {\displaystyle \tau \gg 1} se dice que el medio es ópticamente grueso.
Se dice que un medio se vuelve opticamente grueso cuando {\displaystyle \tau =1}, debido
a que en la teoría del transporte radiativo la emisión de un cuerpo depende
de su transparencia (ley de kirchhoff), cuando se
da esta condición el objeto emitirá con una intensidad igual a 
{\displaystyle I_{\nu }=S_{\nu }\exp(\tau =1)}
donde {\displaystyle S_{\nu }(T)} es la función fuente y {\displaystyle \exp(\tau =1)=e^{1}} es la constante e.
- Datos: Q890809